# Florent Peyre
Florent Peyre (Valence, 14 maggio 1980) è un comico e attore francese.

## Biografia
Peyre ha iniziato la sua formazione al centro culturale di Saint-Raphaël dove ha recitato in Ohé là bas di William Saroyan e Les Vacances di Jean-Claude Grimberg. Il 22 gennaio 2016, dopo una rappresentazione del suo spettacolo a Saint-Loubès, ha dichiarato che avrebbe debuttato sul grande schermo al fianco di Dany Boon, nel ruolo dell'agente RAID Olivier Lopez, nel film Una poliziotta fuori di testa, uscito nelle sale il 1° febbraio 2017. Nel 2020, ha lanciato un nuovo spettacolo intitolato Nature, diretto da Éric Metayer e con musiche create da Pascal Obispo. Dal 9 settembre 2022 partecipa allo show televisivo Danse avec les stars in onda su TF1. Peyre è anche un talentuoso imitatore. Nei suoi spettacoli, Peyre si è prodotto nelle imitazioni di Nikos Aliagas, Nelson Monfort, Karl Lagerfeld, Anne-Sophie Aparis, Jean Benguigui, Patrick Sébastien, Silvio Berlusconi, Elisabetta II, Charlie Chaplin, Nicolas Sarkozy e Cyril Hanouna.

## Filmografia
- Una poliziotta fuori di testa regia di Dany Boon (2017)
- Mission Pays basque, regia di Ludovic Bernard (2017)
- Ma reum, regia di Frédéric Quiring (2018)
- Ducobu 3, regia di Élie Semoun (2020)
- Flashback, regia di Caroline Vigneaux (2021)
- Le indagini del comandante Saint Barth (Commandant Saint-Barth), regia di Denis Thybaud – miniserie TV (2024)